# Pia Waugh
Pour les articles homonymes, voir Waugh.
Pia Waugh, née Pia Smith en 1979 et australienne, est l'assistante parlementaire de Kate Lundy au sénat australien pour le territoire de la capitale australienne. Elle est très impliquée dans la défense du logiciel libre et de l'open data. En 2006, elle est élue présidente de la Software Freedom International.

## Logiciels libres
Elle est connue dans la communauté du logiciel libre pour son activité militante, à travers la journée du logiciel libre,, le GUL Linux Australia ou le projet OLPC. 
Elle est élue présidente de Linux Australia en 2003 et 2004 et vice-présidente de 2005 à 2007. De 2006 à 2008,  elle est présidente de la Software Freedom International, qui organise la journée du logiciel libre.
En avril 2009, Pia Waugh devient assistante parlementaire de Kate Lundy.
En novembre 2012, Pia Waugh est responsable du programme de publication des données du gouvernement australien. 
En 2014, elle fait partie des 100 femmes les plus influentes d'Australie publié dans l'Australian Financial Review. 
En 2018, Pia Waugh fait partie des 100 personnalités les plus influentes dans le monde, dans le domaine du numérique. 
Elle est mariée à Jeff Waugh, une autre personnalité de la communauté du logiciel libre.